# Tomasz Prochaska
Tomasz Prochaska (ur. 1771, zm. 1817) – drukarz, przybyły z Pragi, działający na terenie Cieszyna. W roku 1806 odkupił założoną przez Fabiana Beinhauera drukarnię, mieszczącą się w Cieszynie przy ul. Stromej. Pierwszy znany druk z drukarni Prochaski, datowany jest na 1807 rok, natomiast pierwsza znana książka wydrukowana przez Prochasków w Cieszynie nosząca tytuł Nachrichten von Schriftstellern und Künstlern aus dem Teschner Fürstenthum autorstwa ks. Leopolda Jana Szersznika, datowana jest na 1810 r. Tomasz Prochaska umarł w 1817 r. Do czasu osiągnięcia pełnoletności przez jego syna Karola Prochaskę (pierwszego), drukarnię prowadzi wdowa po Tomaszu Prochasce.